# Pădurea Alexeni
Pădurea Alexeni este o arie protejată de interes național ce corespunde categoriei a IV-a IUCN (rezervație naturală de tip forestier) situată în județul Ialomița, pe teritoriul administrativ al  comunei Alexeni.

## Localizare
Aria naturală se află în partea nord-vstică a județului Ialomița, pe teritoriul estic al localității Alexeni, în imediata apropierea a drumului național DN2A care leagă municipiul Slobozia de satul Lumina.

## Descriere
Rezervația naturală întinsă pe o suprafață de 37 de hectare, a fost declarată arie protejată prin Hotărârea de Guvern Nr.2151 din 30 noiembrie 2004, publicată în Monitorul Oficial al României Nr. 38 din 12 ianuarie 2005 (privind instituirea regimului de arie naturală pentru noi zone) și reprezintă o arie naturală în arealul căreia vegetează câteva specii seculare de arbori (cu vârste și dimensiuni impresionante) de stejar (Quercus robur), declarate monumente ale naturii.

## Atracții turistice
În vecinătatea rezervației naturale se află câteva obiective de interes turistic (lăcașuri de cult, monumente istorice, zone naturale), astfel:
- Biserica „Sfântul Nicolae” din satul Alexeni, construcție 1817, monument istoric[5]
- Lunca Ialomiței